# Реж (Франция)
Реж (фр. Rhèges) — коммуна во Франции, находится в регионе Шампань — Арденны. Департамент — Об. Входит в состав кантона Мери-сюр-Сен. Округ коммуны — Ножан-сюр-Сен.
Код INSEE коммуны — 10316.
Коммуна расположена приблизительно в 130 км к востоку от Парижа, в 55 км юго-западнее Шалон-ан-Шампани, в 29 км к северу от Труа.

## Население
Население коммуны на 2008 год составляло 220 человек.
| 1962 | 1968 | 1975 | 1982 | 1990 | 1999 | 2008 |
| ---- | ---- | ---- | ---- | ---- | ---- | ---- |
| 237  | 251  | 232  | 235  | 205  | 192  | 220  |

## Администрация
| Период | Период | Фамилия      | Партия | Примечания |
| ------ | ------ | ------------ | ------ | ---------- |
| 2001   | 2008   | Клод Пельтье |        |            |
| 2008   |        | Жан-Луи Уден |        |            |

## Экономика

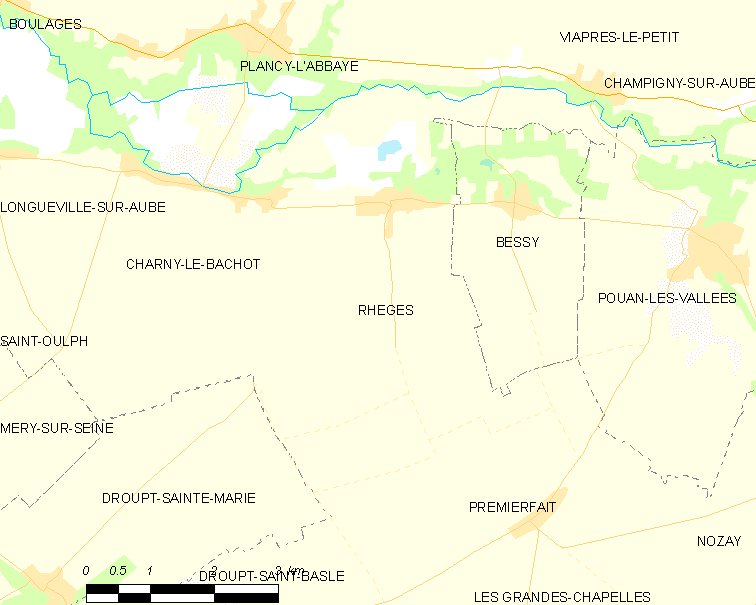
Карта коммуны

В 2007 году среди 125 человек в трудоспособном возрасте (15—64 лет) 92 были экономически активными, 33 — неактивными (показатель активности — 73,6 %, в 1999 году было 73,0 %). Из 92 активных работали 85 человек (49 мужчин и 36 женщин), безработных было 7 (3 мужчины и 4 женщины). Среди 33 неактивных 10 человек были учениками или студентами, 9 — пенсионерами, 14 были неактивными по другим причинам.